# Nati nel 1521

## Febbraio(3)
- 2 febbraio - Annibale Bozzuti, cardinale e arcivescovo cattolico italiano († 1565)
- 6 febbraio - Sebastian Ochsenkun, liutista e compositore tedesco († 1574)
- 11 febbraio - Isabella Gonzaga di Bozzolo, nobildonna italiana († 1583)

## Marzo(2)
- 21 marzo - Maurizio I, Elettore di Sassonia, duca tedesco († 1553)
- 27 marzo - Camillo I Gonzaga, nobile e militare italiano († 1595)

## Aprile(3)
- 2 aprile - Antonio Canal, ammiraglio e politico italiano († 1577)
- 5 aprile - Francesco Laparelli, architetto italiano († 1570)
- 9 aprile - Alessandro Campesano, poeta italiano († 1572)

## Maggio(2)
- 8 maggio - Pietro Canisio, gesuita, teologo e santo olandese († 1597)
- 10 maggio - Giovanni Ernesto di Sassonia-Coburgo, nobile tedesco († 1553)

## Giugno(2)
- 18 giugno - Maria d'Aviz, principessa portoghese († 1577)
- 29 giugno - Giovanni II di Schleswig-Holstein-Haderslev, principe danese († 1580)

## Luglio(2)
- 9 luglio - Antonio Altoviti, arcivescovo cattolico italiano († 1573)
- 29 luglio - Augustinus Hunnaeus, teologo tedesco († 1577)

## Agosto(3)
- 4 agosto - Papa Urbano VII, papa, vescovo cattolico e cardinale italiano († 1590)
- 10 agosto - Vittoria Farnese, nobile italiana († 1602)
- 19 agosto - Lodovico Guicciardini, scrittore e mercante italiano († 1589)

## Settembre(1)
- 16 settembre - Pompeo Della Barba, medico, letterato e filosofo italiano († 1582)

## Ottobre(3)
- 1º ottobre - Federico Magnus I di Solms-Laubach, nobile tedesco († 1561)
- 21 ottobre - Lucio Sassi, cardinale e vescovo cattolico italiano († 1604)
- 25 ottobre - Johannes Wolf, teologo, biblista e pastore protestante svizzero († 1572)

## Novembre(1)
- 29 novembre - Marcantonio Maffei, cardinale e arcivescovo italiano († 1583)

## Dicembre(3)
- 1º dicembre - Takeda Shingen, militare giapponese († 1573)
- 13 dicembre - Papa Sisto V, papa, vescovo cattolico e cardinale italiano († 1590)
- 25 dicembre - Carlo d'Aragona Tagliavia, nobile, politico e militare italiano († 1599)

## Senza giorno specificato(34)
- Arima Yoshisada, militare giapponese († 1576)
- Ashina Moriuji, militare giapponese († 1580)
- Anne Askew, poetessa e scrittrice inglese († 1546)
- Andrea Avellino, presbitero e religioso italiano († 1608)
- Stefano Bonucci, cardinale e vescovo cattolico italiano († 1589)
- Anne du Bourg, magistrato francese († 1559)
- Jacopo Bozzetto, architetto italiano († 1583)
- Angelo Canini, linguista italiano († 1557)
- Antoine Caron, pittore francese († 1599)
- Marcantonio Ceccaldi, scrittore, storico e politico italiano († 1560)
- Richard Chancellor, esploratore britannico († 1556)
- Gerolamo Chiavari, doge italiano († 1586)
- Ippolito Chizzola, presbitero e scrittore italiano († 1565)
- Francesco Ciceri, insegnante e letterato svizzero († 1596)
- Catherine Howard, nobildonna inglese († 1542)
- Lucia Bertana, scrittrice e poetessa italiana († 1567)
- Şehzade Mehmed, principe ottomano († 1543)
- Mogami Yoshimori, militare giapponese († 1590)
- Philippe de Monte, compositore fiammingo († 1603)
- Nihonmatsu Yoshikuni, militare giapponese († 1580)
- Francesco Paciotto, architetto e ingegnere italiano († 1591)
- Giovanni Battista Ramenghi, pittore italiano († 1601)
- Rokkaku Yoshikata, militare giapponese († 1598)
- Francesco Sansovino, letterato italiano († 1583)
- Girolamo Siciolante da Sermoneta, pittore italiano
- Stjepan Konzul Istranin, teologo croato († 1568)
- Sue Harukata, militare giapponese († 1555)
- Cesare Vecellio, pittore e disegnatore italiano († 1601)
- Thomas Wyatt il Giovane, politico britannico († 1554)
- Xu Wei, pittore cinese († 1593)
- Luigi III de La Trémoille, nobile francese († 1577)
- Pontus de Tyard, poeta, filosofo e vescovo francese († 1605)
- Gianpaolo della Chiesa, avvocato, politico e cardinale italiano († 1575)
- Lavinia della Rovere, nobildonna italiana († 1601)